# 남극해양생물자원보존위원회
남극해양생물자원보존위원회(南極海洋生物資源保存委員會)(CCAMLR : Commission for the Conservation of Antarctic Marine Living Resources)는 남극 주변해역을 관할구역으로 하여 남극해양생물의 보존 및 합리적 이용을 위해 1981년에 설립된 국제기구로 대한민국은 1985년 4월 28일 가입하였다. 호주 호바트에 본부를 두고, 남극해양생물자원의 보존과 이용 및 남극해양생태계에 대한 조사 연구 등의 업무를 수행하고 있다. 영국, 미국, 독일, 노르웨이 등 25개국이 참여하고 있다.

## 설립 연혁
남극조약의 협의당사국(ATCP) 특별회의(1977-1980) 협의 결과로 1980년 5월 "남극해양생물자원의 보존에 관한 협약"이 체결되었고 1982년 4월 동 협약이 체결되었으며, 1982년 5월 정부간 국제기구로 설립되었다.

## 설립 목적
남극해양생물자원의 보존에 관한 협약의 시행기관으로 남극해양생물자원의 보존 및 합리적 이용을 위한 국제협력, 자원에 대한 과학적 조사 및 국제감시제도의 운영을 그 목적으로 한다.

## 회원국

### 위원회 공식 회원국
- 아르헨티나, 호주, 벨기에, 브라질, 칠레, 중화인민공화국, 유럽연합, 프랑스, 독일, 인도, 이탈리아, 일본, 대한민국, 나미비아, 뉴질랜드, 노르웨이, 폴란드, 러시아, 남아프리카공화국, 스페인, 스웨덴, 우크라이나, 영국, 미국, 우루과이

### 조약은 가입했으나 위원회 회원이 아닌 국가
- 불가리아, 캐나다, 쿡 제도, 핀란드, 그리스, 모리셔스, 네덜란드, 페루, 바누아투

## 한국과의 관계
대한민국은 1985년 4월 남극해양생물자원의 보존에 관한 협약에 가입하고, 같은 해 11월 위원회의 17번째 회원국으로 가입하였다. 1986년 11월에는 33번째로 남극조약에 가입하였다.